# Christian Mistral
 (décembre 2020).
Si vous disposez d'ouvrages ou d'articles de référence ou si vous connaissez des sites web de qualité traitant du thème abordé ici, merci de compléter l'article en donnant les références utiles à sa vérifiabilité et en les liant à la section « Notes et références ».
 (décembre 2020).
La mise en forme du texte ne suit pas les recommandations de Wikipédia : il faut le « wikifier ».
Les points d'amélioration suivants sont les cas les plus fréquents. Le détail des points à revoir est peut-être précisé sur la page de discussion.
- Les titres sont pré-formatés par le logiciel. Ils ne sont ni en capitales, ni en gras.
- Le texte ne doit pas être écrit en capitales (les noms de famille non plus), ni en gras, ni en italique, ni en « petit »…
- Le gras n'est utilisé que pour surligner le titre de l'article dans l'introduction, une seule fois.
- L'italique est rarement utilisé : mots en langue étrangère, titres d'œuvres, noms de bateaux, etc.
- Les citations ne sont pas en italique mais en corps de texte normal. Elles sont entourées par des guillemets français : « et ».
- Les listes à puces sont à éviter, des paragraphes rédigés étant largement préférés. Les tableaux sont à réserver à la présentation de données structurées (résultats, etc.).
- Les appels de note de bas de page (petits chiffres en exposant, introduits par l'outil «  Source ») sont à placer entre la fin de phrase et le point final[comme ça].
- Les liens internes (vers d'autres articles de Wikipédia) sont à choisir avec parcimonie. Créez des liens vers des articles approfondissant le sujet. Les termes génériques sans rapport avec le sujet sont à éviter, ainsi que les répétitions de liens vers un même terme.
- Les liens externes sont à placer uniquement dans une section « Liens externes », à la fin de l'article. Ces liens sont à choisir avec parcimonie suivant les règles définies. Si un lien sert de source à l'article, son insertion dans le texte est à faire par les notes de bas de page.
- La présentation des références doit suivre les conventions bibliographiques. Il est recommandé d'utiliser les modèles {{Ouvrage}}, {{Chapitre}}, {{Article}}, {{Lien web}} et/ou {{Bibliographie}}. Le mode d'édition visuel peut mettre en forme automatiquement les références.
- Insérer une infobox (cadre d'informations à droite) n'est pas obligatoire pour parachever la mise en page.

Pour une aide détaillée, merci de consulter Aide:Wikification.
Si vous pensez que ces points ont été résolus, vous pouvez retirer ce bandeau et améliorer la mise en forme d'un autre article.
Pour les articles homonymes, voir Mistral.
Œuvres principales
- Vamp  (1988)
- Vautour (1990)
- Valium (2000)
- Vacuum (2003)
- Vacuum II (2002 à 2016)
- Origines, récit autobiographique (2003)
- Fontes, poèmes et chansons (2004)

Christian Mistral  est un écrivain et poète québécois, né à Montréal le 3 novembre 1964 et mort le 23 novembre 2020 à Montréal,.
C'est la parution de son roman Vamp qui l'a fait connaître en 1988. Il a été également parolier, notamment pour les chanteurs 
Dan Bigras, Isabelle Boulay et Luce Dufault.
Auteur prodige, il connaît un grand succès littéraire. Mistral avait une personnalité complexe et il a aussi fait la manchette, au début des années 1990, pour des cas de violence envers des femmes, qui l'ont mené en prison,,,.

## Biographie

### Enfance
Paul-André Boucher, dit Christian Mistral, naît à Montréal, dans la province de Québec, au Canada, le 3 novembre 1964. Sa mère se nomme Monique Boucher, et son père, Paul-Amable Lussier. Il ignore cela dit l'identité de son père jusqu'à l'âge de vingt-cinq ans.
En 1967, sa mère épouse un dénommé Réjean Roy. Il adopte Paul-André, et il le rebaptise Christian.

### Famille
Il a deux sœurs et un fils.
L'auteur-compositeur-interprète Jeff Moran est son cousin par alliance.

### Parcours précoce
Le parcours de Christian Mistral en est un de précocité. Comme l'indique sa biographie, « [il] apprend à lire à quatre ans en déchiffrant les gros titres des journaux jaunes exposés aux regards des clients sur des tablettes à sa hauteur. »
Son site indique que « [...] vieilli avant l'âge, [il] est impatient de se jeter dans le feu de l'homme [...] »
Âge de seize ans, il épouse Natali Tremblay. Elle lui donne un fils, Jean-Christian Hector. Le mariage ne dure pas.
Après sa scolarité secondaire, il est inscrit à un programme en lettres au Collège Rosemont. Il abandonne celui-ci au profit de l'écriture autodidacte à temps plein. Il choisit le patronyme Mistral pour des raisons qui restent floues à ce jour.
C'est à vingt-trois ans qu'il publie son premier roman, qui est fort remarqué par la critique: Vamp. S'ensuivent d'autres grandes œuvres, comme Vautour.
À son décès, son éditeur, André Vanasse, lui rend hommage sur Facebook en écrivant : « Salut Christian, toi qui fus une comète traversant le ciel littéraire du Québec pour disparaître dans le cosmos. Tu avais du génie. Tu vivais à 160 km à l'heure. Vamp résonna dans le ciel littéraire bousculant "le ronron pépé des dix dernières années" comme je l'écrivais dans la quatrième de couverture de ton roman [...] »

### Tempérament
Durant une grande partie de sa vie, Mistral est affecté par des problèmes de toxicomanie et d'alcoolisme. La consommation l'aide à écrire : « J’écris beaucoup moins qu’avant, et je pense que c’est une démonstration que je consomme beaucoup moins qu’avant ».
La journaliste Odile Tremblay, dans Le Devoir, à son décès, écrit qu'il « portait en lui le romantisme noir des poètes maudits du XIXe siècle, avec une modernité brûlante en plus ».
Son cousin Jeff Moran écrit quant à lui : « J'avais toujours l'impression de parler avec un enfant qui était trop intelligent pour lui-même, et que ça le mettait en colère et le foutait dans la merde ».
Mistral est tantôt reconnu pour ses emportements et ses réactions d'hostilité envers autrui, tantôt pour ses profonds élans  d'amitié,. À cet effet, Louis Hamelin écrivait (Christian Mistral vu par Louis Hamelin, Lettres québécoises) : « Celui qui m’impressionne le plus, je crois, est le Mistral homme d’honneur. L’amitié est pour lui quelque chose de positivement sacré, même s’il en a une conception qu’on peut parfois trouver un peu délirante ».
En outre, Christian Mistral était un individu très organisé. Dans son livre Origines, qui commence par une entrevue avec Emmanuel Circius, ce dernier demande à l'écrivain : « Vous classez soigneusement vos archives ? », ce à quoi Mistral répond : « C'est vrai. J'ai du notaire dans l'âme ».

### Violence envers les femmes et problèmes judiciaires
Christian Mistral a été condamné pour violence conjugale.
À sa mort, sur Twitter, Marie-Françoise Taggart écrit : « Christian Mistral a fait du mal à bien des femmes, dont moi. Je ne peux entendre son nom sans revivre la douleur physique et psychique qu'il m'a imposée. J’invite les médias qui désirent publier un hommage posthume à faire état de son passé d’abus envers les femmes, par respect. »
Après la mort de l'écrivain, elle a publié un témoignage dans La Presse.
Dans cet article, elle affirme par exemple :

« En 1989, alors que j’étais âgée de 20 ans, Christian Mistral m’a battue à coups de poing et à coups de pied pendant deux heures.

Il me soulevait et me projetait contre les murs.

Il lançait des bouteilles en ma direction qui se fracassaient par terre.

Il m’avait arraché mes vêtements pour ne pas que je puisse m’enfuir.

Il avait arraché le fil du téléphone pour m’empêcher d’appeler à l’aide.

J’ai hurlé au secours jusqu’à ne plus avoir de voix. Personne n’est venu. Personne n’a appelé la police. Il m’a frappée encore et encore. »

### Prison
Il décrit son expérience en prison au moyen d'une chanson. Dans son recueil de poèmes et de chansons Fontes, il y est précisé : « Écrite à la prison de Bordeaux sur les instances de Mohamed Lotfi qui, apprenant mon incarcération, vint me la demander alors que j'avais encore les menottes aux poings [...] » À sa mort, en hommage, Mohamed Lotfi publie la chanson sur YouTube.

### Décès
Christian Mistral est mort le 23 novembre 2020 et a été retrouvé dans son appartement de la rue Rachel à Montréal. Jean Barbe révèle en 2024 qu'il s'agissait d'un suicide.
À son décès, sa sœur lui rend hommage sur les médias sociaux. Quelques blogueurs, comme Sandra Gordon, lui disent également au revoir.

## Style

### Critiques
André Vanasse, son premier éditeur, écrit les choses suivantes à son sujet : « un auteur dépenaillé capable de manier le verbe avec la dextérité des grands magiciens », « un cri qui vient de déchirer le ronron pépé des dix dernières années », « enfin un écrivain qui dessille l'œil de la littérature québécoise du tranchant vif de son stylo acéré. »
Michel Lord (University of Toronto Quaterly) écrit au sujet de Sylvia au bout du rouleau ivre : « Cette novella est un petit bijou d'écriture romantique, une sorte de Nerval postmoderne mâtiné de Rimbaud et de Lautréamont enquébécoisés. »
Pour sa part, Jean-Roch Boivin (Le Devoir) exprime cette opinion au sujet de Vamp : « Toute la puissance et le charme délétère du roman tiennent au style qui déborde de partout comme la mousse d'un verre de bière. L'auteur a la plume généreuse et fantasque. »
Au sujet de Vautour, Robert Lévesque (Le Devoir) écrit : « On pense à Kerouac, mais un jour on pensera à Mistral. »
Dans le journal Voir, Julie Sergent exprime cette idée : « Une réussite ? Autre chose : un livre massue, un roman qui ne se contente pas de bouleverser, mais qui use d'une écriture brillante et d'émotions chiennes pour se faire dévastateur. »

### Citations

#### Extrait deVamp
« Blue Jean, July, Mingo, Marion, Baptiste, tous chenapans magnifiques et colorés conçus dans les entrailles sexagénaires du siècle, tous fleurons gorgés de sucs capiteux fondus au calice hiératique de la jeunesse véhémente, attendant l'heure de s'éployer vers les étoiles, nichés au périanthe pourpre de la sanglante fleur flosculeuse, la ville matrice, vasque bouillonnante versant sa féérie d'effervescence sur le substrat refroidi de la terre. Le vin fermentait dans la foudre. Le sexe était l'espéranto des classes et l'intelligence le grand échenilloir. »

#### Extrait deVautour
« C'est pas vrai, dis, qu'on parle de la mort un p'tit peu tous les jours ? Officiel, que c'est vrai, garanti que c'est vrai. Tous les jours un p'tit peu, pour s'épargner la surprise, pour déjouer les vilains plans de la salope, et peut-être bien aussi un peu dans l'espoir confus de la conjurer. Penser à la mort chaque jour avant qu'elle ne pense à toi. Chaque jour un p'tit peu et tu seras immortel, mon gars. N'y manque jamais, c'est pas nous qu'on prendra les culottes baissées parlant d'autre chose que de la mort. Vaccinés, qu'on est. Dans le cœur. Un p'tit peu chaque jour la prend de vitesse, l'oblige au repli, notre magie plus puissante que sa magie... »

#### Extrait deValium
« J'entrerais ensanglanté au paradis. Mon beau-père me l'avait dit. Et il ne mentait pas souvent, mais il est vrai qu'il ne parlait jamais. Ensanglanté. Au paradis. Ce qu'au juste il avait dit, c'était que je crèverais percé dans une ruelle puante, mais je n'envisageais, en homme rationnel, que la suite logique de ce scénario : de hautes portes dorées, un blues de lyre, du rouge aux joues des nuages, du rouge aux sandales de saint Pierre, du rouge, partout, à flooder les égouts du ciel, sang de juste ou de chanceux, le mien, le sang d'un chien ou d'un salaud, celui du sale au couteau, car le corps qui m'expédierait le paierait en liquide. Je n'étais pas du genre à mourir sur le coup. Dix ans déjà que je me sentais mourir, alors c'était trop tard pour ça. Dix ans que je m'étais couché en croyant à Dieu pour la dernière fois, pourtant je ne voyais aucune raison pour ne pas m'imaginer entrer au paradis le temps venu, fût-ce ensanglanté. Tout le monde veut aller au ciel, oui, mais personne ne veut salir. »

#### Autres citations
D'autres citations de Christian Mistral sont disponibles ici.

## À la télévision
L'émission Tout le monde tout lu! diffuse le 18 mars 2014, sur MAtv, une entrevue de Christian Mistral faite par Jean Barbe.
De plus, l'émission Tout le monde en parle (Québec) l'a également accueilli pour une entrevue.

## Œuvres

### Vortex Violet
Le Vortex Violet est le principal cycle écrit par l'auteur. Celui-ci regroupe Vamp, Vautour, Valium, Vacuum (blogue devenu roman) et Vacuum II (blogue). De 2000 environ à 2016, le blogue prend beaucoup d'importance dans sa vie de créateur.

### Gala Gitan
Le Gala Gitan était censé être le second cycle de Mistral. Au fil du temps, seuls quelques extraits de son roman Goth ont filtré. Un article du Devoir y faisait allusion en 2004. L'auteur a également fait allusion à ce livre à quelques reprises sur son blogue,.

### Mistral en chanson
Christian Mistral a été parolier pour de nombreux chanteurs et chanteuses du Québec.
À la suite du décès de l'écrivain, Dan Bigras écrit sur sa page Facebook : « Dans le temps, on a fait quelques belles tounes ensemble. Pourquoi tu veux, La bête humaine, Soirs de scotch pour Luce Dufault. »
Plusieurs de ses chansons figurent dans son recueil Fontes.
Dan Bigras a mis en musique Un bateau dans une bouteille, qui est devenue la chanson officielle du 350e anniversaire de Montréal.

« À l'origine on est partis

D'un vieux pays vers un nouveau

Quittant les anciennes patries

Pour traverser les grandes eaux

On a déchiré l'océan

C'était un dur et long voyage

Pour trouver l'île et ses rivages

Solides au creux du Saint-Laurent

On a édifié Ville-Marie

Sur Hochelaga la mythique

Sur Ville-Marie on a bâti

Notre morceau d'Amérique

Montréal!

J'ai vu se fâcher d'autres ciels

Que celui-ci

Se coucher tant d'autres soleils

Tomber d'autres nuits

Je n'ai pas trouvé ta pareille

Souvent là-bas fermant les yeux

J'étais ici

Un bateau dans une bouteille

M'a ramené vers tes bras d'eau

C'était un jour de grand soleil

Qui faisait fondre mon fardeau

Je suis retourné dans la rue

Où s'est déroulée mon enfance

Et j'ai fait quelques pas de danse

Quand mon quartier m'a reconnu

Tu vis au rythme des saisons

Et des parfums mélancoliques

J'ai connu toutes mes passions

Dans les chaleurs de ta musique »

### Diffusion de l'œuvre
Mistral affirme sur son blogue, en 2003, « mes livres aujourd’hui n’ont pas reçu l’honnête attention qu’ils méritaient pour eux-mêmes, indépendamment des sentiments qu’on peut nourrir envers l’auteur. » 
Le Devoir écrit pour sa part en 2004 : « On avait beau le reconnaître comme l'un des écrivains les plus importants de sa génération, son œuvre n'avait pas jusqu'à tout récemment la diffusion qu'elle méritait ».

## Ses œuvres

### Livres
- Avoir 17 ans / Christian Mistral... [et al.] ; sous la direction de Robert Lévesque. Montréal: Éditions Québec/Amérique, ©1991.  (ISBN 2890375501). Notes: Nouvelles.
- Papier Mâché Carton-Pâte: anti-roman. PAPIER MACHÉ: anti-roman / Christian Mistral. Montréal: VLB, ©1995.  (ISBN 2-89005-606-6) (Carton-pâte);  (ISBN 2-89005-613-9) (Papier mâché). Notes: Textes et p. de t. additionnelle présentés tête-bêche.
- Cockrell dehors dedans: des nouvelles de Max / Christian Mistral. Montréal: Herbes Rouges, ©1989.  (ISBN 2892720575).
- Fatalis: poème / Christian Mistral ; avec une épitaphe de Louis Hamelin. Montréal: XYZ, ©1992.  (ISBN 2892610605)
- Julien Vago: scénario / Christian Mistral. Montréal: XYZ, ©1993.  (ISBN 2-89261-078-8).
- Papier mâché / Christian Mistral. Montréal: PAJE, ©1989. (OCLC 21334875).
- Sylvia au bout du rouleau ivre: novella / Christian Mistral. Montréal: XYZ, ©2001.  (ISBN 2-89261-321-3).
- Valium: roman / Christian Mistral. Montréal: XYZ, ©2000.  (ISBN 2-89261-295-0). Notes: En tête du titre: Vortex violet.
- Valium: roman / Christian Mistral. Montréal: Boréal (Compact), 2004.  (ISBN 2-89261-295-0).
- Vamp: roman / Christian Mistral. Vieux-Montréal: Québec/Amérique, ©1988.  (ISBN 2890373746).
- Vamp: roman / Christian Mistral. Saint-Laurent: Éditions du Club Québec loisirs, 1988.  (ISBN 2-89037-374-6).
- Vamp: roman / Christian Mistral ; présentation d'André Vanasse ; préface de Jacques Godbout. Montréal: Typo: XYZ, 1995.  (ISBN 2-89295-116-X) (Typo);  (ISBN 2-89261-124-5) (XYZ).
- Vamp: roman / Christian Mistral. Montréal: Boréal (Compact), 2004.  (ISBN 2890373746).
- Vautour: roman / Christian Mistral. Montréal: XYZ, ©1990.  (ISBN 2892610370).
- Vautour: roman / Christian Mistral. Montréal: XYZ, 1991.  (ISBN 2892610516). Notes: En tête du titre: Vortex violet.
- Vautour: roman / Christian Mistral. Saint-Laurent: Éditions du Club Québec loisirs, 1992.  (ISBN 289430014X). Notes: En tête du titre: Vortex violet.
- Vautour: roman / Christian Mistral ; préface de Georges-Hébert Germain. Montréal: Typo, 1993.  (ISBN 2-89295-095-3).
- Vautour Typo: roman / Christian Mistral ; préface de Georges-Hébert Germain. Montréal: XYZ (Poche), 2001.  (ISBN 2892610516).
- Vautour: roman / Christian Mistral ; Montréal: Boréal (Compact), 2004.  (ISBN 2892610516). ORIGINES: essai / Christian Mistral. Trois-Pistoles: Éditions Trois-Pistoles, 2003.  (ISBN 2-89583-063-0).
- Vacuum: roman / Christian Mistral. Montréal: Éditions Trait d'union, 2003.  (ISBN 2-89588-057-3).
- Fontes: poèmes et chansons / Christian Mistral. Montréal: Éditions Triptyque, 2004.  (ISBN 2-89031-500-2).
- Léon, Coco et Mulligan: roman / Christian Mistral. Montréal: Éditions du Boréal, 2007.  (ISBN 978-2-7646-0565-3).

### Revues
- COCKRELL DEHORS DEDANS, nouvelles, Les Herbes Rouges #177.
- BOUILLON DE CRAPAUD, poème, ZYMERGY #8.
- SENS INVERTI, poème, Estuaire #53.
- CARTON-PATE, poème, Estuaire #54.
- DORMANT, poème, Estuaire #59.
- VERMOUTH, poème, Gaz Moutarde #4 (extraits), Estuaire #61 (extraits).
- BONHOMME SEPT HEURES, chanson, Estuaire #80/81.
- UN SPECTRE SIFFLE, poème, Estuaire #105.
- LA COMPLAINTE DE JF, poème, Estuaire #113.
- CAMOMILLE, nouvelle, STOP #5.
- SUPRÊME DÉSIR, EMPÉDOCLE ET MADEMOISELLE VARGAS, nouvelle, STOP #6.
- SYLVIA AU BOUT DU ROULEAU IVRE, novella, STOP #8/9.
- DICTIONNAIRE ABRÉACTIF 90, définitions, STOP #116.
- JE T'EN BOUILLE ET CRAQUETTE, idées, STOP #121.
- MARIE-RASPBERRY SCOTT, nouvelle, STOP #122.
- VAGO, scénario (extrait), STOP #126.
- PORTRAIT DE L'ARTISTE EN GUITARISTE, nouvelle, Évasion (revue STOP, 1992).
- LIRE À TIRE-LARIGOT, article, Liberté #193.
- L'ÉCRIVAIN ET LE POLITIQUE: SENTIMENTS, article, Liberté #203.
- PAS UNE RAME, chronique, Liberté #196/197.
- DE L'INDIGNATION, humeur, Voir, 8 janvier 1992.
- POINT DE VUE, nouvelle, Possibles vol.16 #1.
- LES COPIES QU'ON FORME, humeur, Elle-Québec #44.
- LES BELLES LETTRES, humeur, Elle-Québec, fêtes 92-93.
- JULIE SNYDER: L'INDISCRÈTE, portrait, Elle-Québec, août 1992.
- LA LÉGENDE DE NANETTE, portrait, Elle-Québec, octobre 1992.
- LA PLUME CARABINÉE, portrait, Elle-Québec, novembre 1992.
- PHÉNIX DE NEIGE, article, Muséart #20.
- FLESH, poème, Ciel Variable #7.
- HERBAGES D'ACIER, article, Ciel Variable #8.
- MA BROSSE WITH SANTA CLAUS, nouvelle, Ciel Variable #10.
- GOURMANDÉ PAR SAINT-PIERRE, nouvelle, Coup de Pouce, juillet 93.
- VOLUPTAS, sketch égrillard, Moebius #43.
- LE LONG KHAMSIN, poème, Moebius #58.
- CHANSONS, Moebius #59.
- ENTRETIEN, Moebius #85.
- FRAC, FLOTTE ET FRATERNITÉ, nouvelle, Moebius #91.
- CORRESPONDANCE A. MISTRAL/A. PHANEUF, Moebius #95.
- MONSTRES, nouvelle, Moebius #99.
- L'ÉCRITURE DE DIEU, nouvelle, Moebius #105.
- PUZZLE, nouvelle, Moebius #107.
- DES FAÏENCES, nouvelle, Moebius #109.
- LE VIN DE TRENTE, nouvelle, Moebius #113.
- LE DURCISSEMENT DU CARAMEL (pseud. Valérie Venne), nouvelle, Moebius #122.
- R.I.P. MACHINE-GUN MOLLY, poème, Lis-tes-ratures #31 (Brébeuf).
- LETTRE MORTE À LA MÈRE SUPÉRIEURE, Écrits #84.
- POÈMES DE PÉNITENCE, Exit #2.
- <<CONNAIS-TOI TOI-MÊME>>, nouvelle, Jet d'Encre #1, printemps 2002.
- MISCELLANÉES SUR LE MEURTRE, La Compagnie à Numéro #3, printemps 2004.
- DADDY, BABY…, nouvelle, La Compagnie à Numéro #5 (2005).
- QUE JE TOUCHE EN RETARD, poème, La Compagnie à Numéro #6, 2007.
- BREF SOLILOQUE: ÉCHECS ET PENTATEUQUE (!...), nouvelle, Zinc #2, printemps 2004.
- LETTRE À VLB, lettre, Zinc #3, été 2004.
- STRANGE FRUIT, extrait de blog, Zinc #4.
- GONE FISHING, essai, Zinc #12.
- LE CHANT DES SIRÈNES, essai, La Voix du Succès #9, 2007.
- SANS TITRE, lettre, Le livre Noir De Ta Mère, Éditions de Ta Mère, 2009.
- LE PÈRE ET LA MORSURE, nouvelle, Virages #57, automne 2011.

### Divers
- Préface, CUNNILINGUS, roman par Michel Dumas, Paje Éditeur, 1989.
- Préface, PASSAGER CLANDESTIN, roman par Michelle Chanonat, Éditions de l'Aube, 1993.
- Introduction, PASSEPORT, LES AUBERGES DE JEUNESSE DU SAINT-LAURENT, 1992.
- TANT D' ÊTRES ET TANT DE CHOSES, in Le langage de l'amour, document d'accompagnement à l'exposition du Musée de la Civilisation, 1993.
- SANS TITRE, scénario de BD extrait de PAPIER-MCHÉ, in Écrans d'Arrêt, ACIBD, 1991.
- RELIEFS D'HYPNOS, scénario de BD, in Rêves, ACIBD/Paje Éditeur/Éditions du Phylactère, 1992.
- POURQUOI TU VEUX, ON S'EST, MARIE-RASPBERRY, MONICA- LA-MITRAILLE, BÊTE HUMAINE, paroles de chansons, in Tue-Moi, collectif, Éditions Chant de mon Pays, 1993.
- SAINT-DENIS, poème, in Montréal est une ville de poèmes vous savez, anthologie par Claude Beausoleil, L'Hexagone, 1992.
- UN BATEAU DANS UNE BOUTEILLE, chanson-thème du 350e anniversaire de Montréal, 1992.
- ÉPOUSAILLES ET PISTOLET, nouvelle, in Avoir 17 ans, collectif, Québec/Amérique, 1991.
- SOIRS DE SCOTCH, TÉQUILA, paroles de chansons, 1996.
- Y A PAS D'POÉSIE EN PRISON, LA LUNE, PARFUM DE TA CHAIR, paroles de chanson, 1997.
- EN PLEINE NOIRCEUR (avec Mario Peluso), paroles de chanson, 2000.
- COEUR À RÉPARER, paroles de chanson, 2001.
- VERS À SOIE, paroles de chanson, 2006.
- TOUJOURS ENCORE, paroles de chanson, 2010.
- LE BIRDMAN DE VESTRE FAENGSEL, in Le Céline des écrivains, Éd. Le Temps Volé, 2001.
- THÉRÈSE, in Lignes de métro, Éd. L'Hexagone/VLB éditeur, 2002.
- WTC, in Le 11 septembre des poètes du Québec, Trait d'Union, 2002.
- RUE SAINT-DENIS, poème, in Les couronnements de Montréal, Hurtubise HMH, 2002.
- SOUVENIR, in Les saisons du parc Belmont, 1923-1983 / Steve Proulx, Libre expression, 2005.
- Préface, ENTENDU À MONTRÉAL, recueil de bons mots par Frédéric Rappaz, Amérik Média, 2008.
- TOUJOURS ENCORE, paroles de chanson, 2009.
- MA VOIX, paroles de chanson, 2010.
- SATURNE SANS ANNEAUX, paroles de chanson, 2011.
- L'ENFANCE AMANDINE, in Une enfance pour la vie, Bayard Canada, 2011.
- LOSER OU L'IMPARFAIT DU SUBJECTIF, in Loser, Folie/Culture, 2011.

## Honneurs
- 1988 - Finaliste du Prix du Gouverneur général, Vamp
- 1991 - Lauréat du Prix Hautvoix, Vautour
- 1992 - Nomination au Prix Félix, catégorie Auteur-compositeur
- 1997 - Récipiendaire du trophée SOCAN, Soirs de scotch
- 1999 - Récipiendaire du trophée SOCAN, La lune